# Riserva naturale Padule Orti-Bottagone
La riserva naturale Regionale Padule Orti-Bottagone è un'area naturale protetta situata nel comune di Piombino in provincia di Livorno. Il Padule Orti-Bottagone è stato indicato anche come sito di interesse comunitario.
Si tratta di un'area protetta che copre un'area di circa 126 ettari. È stata istituita dalla provincia di Livorno nel 1998 e si trova nella fascia costiera est di Piombino, in prossimità di Torre del Sale.
Il paesaggio della riserva, una palude salmastra caratterizzata da stagni e prati umidi, è quello che fino ad un secolo fa dominava la pianura del fiume Cornia.
Nell'area è presente dal 1991 un'Oasi del WWF Italia, che fino ad oggi ha contato 231 specie di uccelli, soprattutto migratori, che transitano o nidificano nella riserva. Inoltre, la riserva è stata proposta per l'inserimento tra le zone umide di importanza internazionale (convenzione di Ramsar).

## Fauna
L'oasi è importante soprattutto per l'avifauna. In inverno sono presenti il germano reale, il fischione, la canapiglia, il codone, l'alzavola, il mestolone, la volpoca, il fenicottero rosa, l'airone cenerino, l'airone bianco maggiore, la garzetta, il tarabuso, la pavoncella, il beccaccino, il chiurlo maggiore, il falco di palude, il falco pellegrino, il falco pescatore.
In primavera arrivano molti migratori e si possono osservare la pittima reale, il combattente, il corriere grosso, l'avocetta, il piovanello, il gambecchio, il falco pecchiaiolo, il gufo di palude, il gufo comune, il codirosso, lo stiaccino, la rondine, il topino. Inoltre, alcune specie come il tarabuso, il tarabusino, l'airone rosso, il falco di palude, il gheppio, l'averla cenerina e forapaglie castagnolo sono rare come nidificanti.
Per quanto riguarda i nidificanti sono presenti ogni anno nidi di cavaliere d'Italia, avocetta, volpoca, germano reale. folaga, tuffetto e falco pescatore.

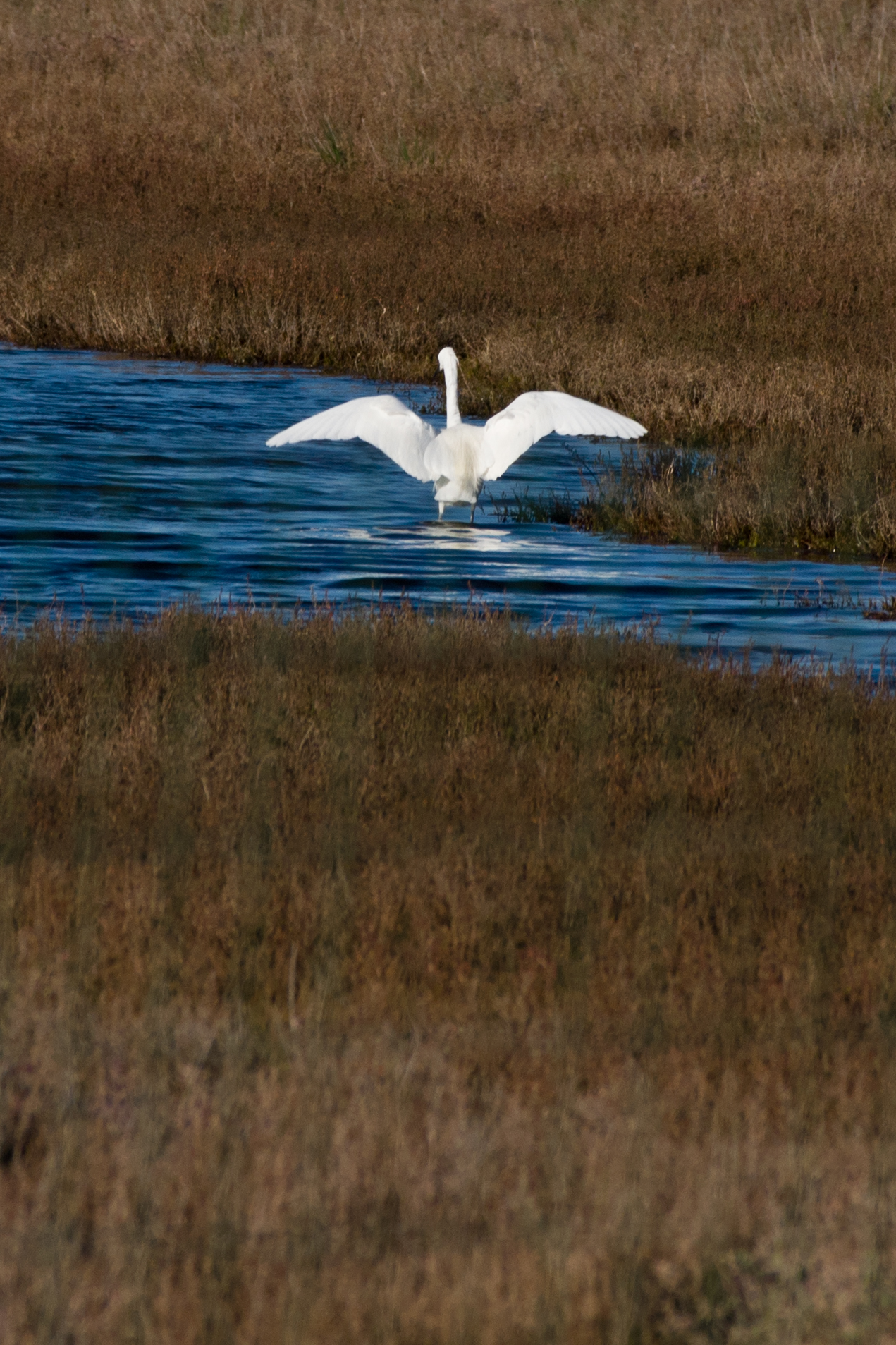
Airone in partenza
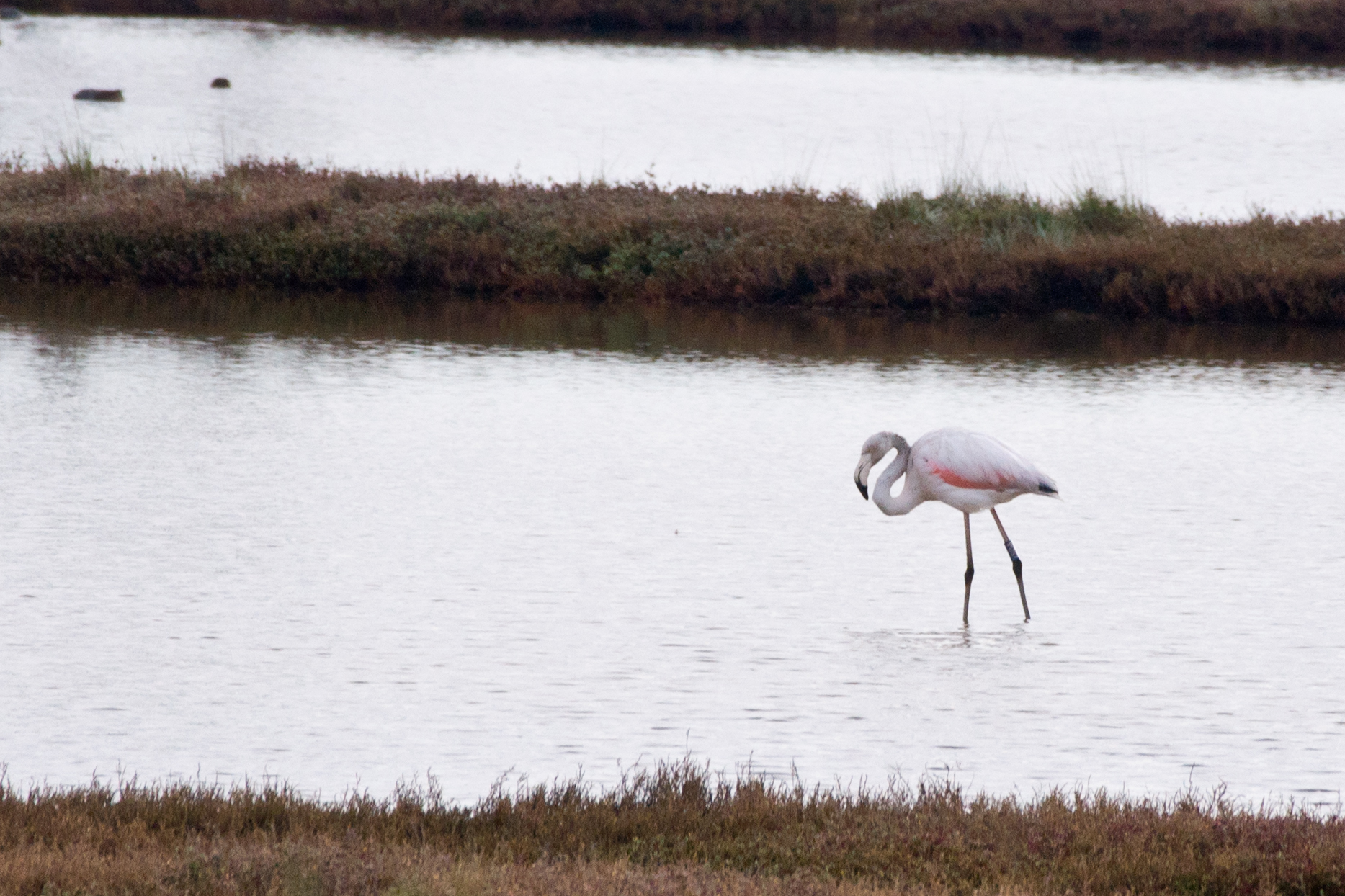
Fenicottero
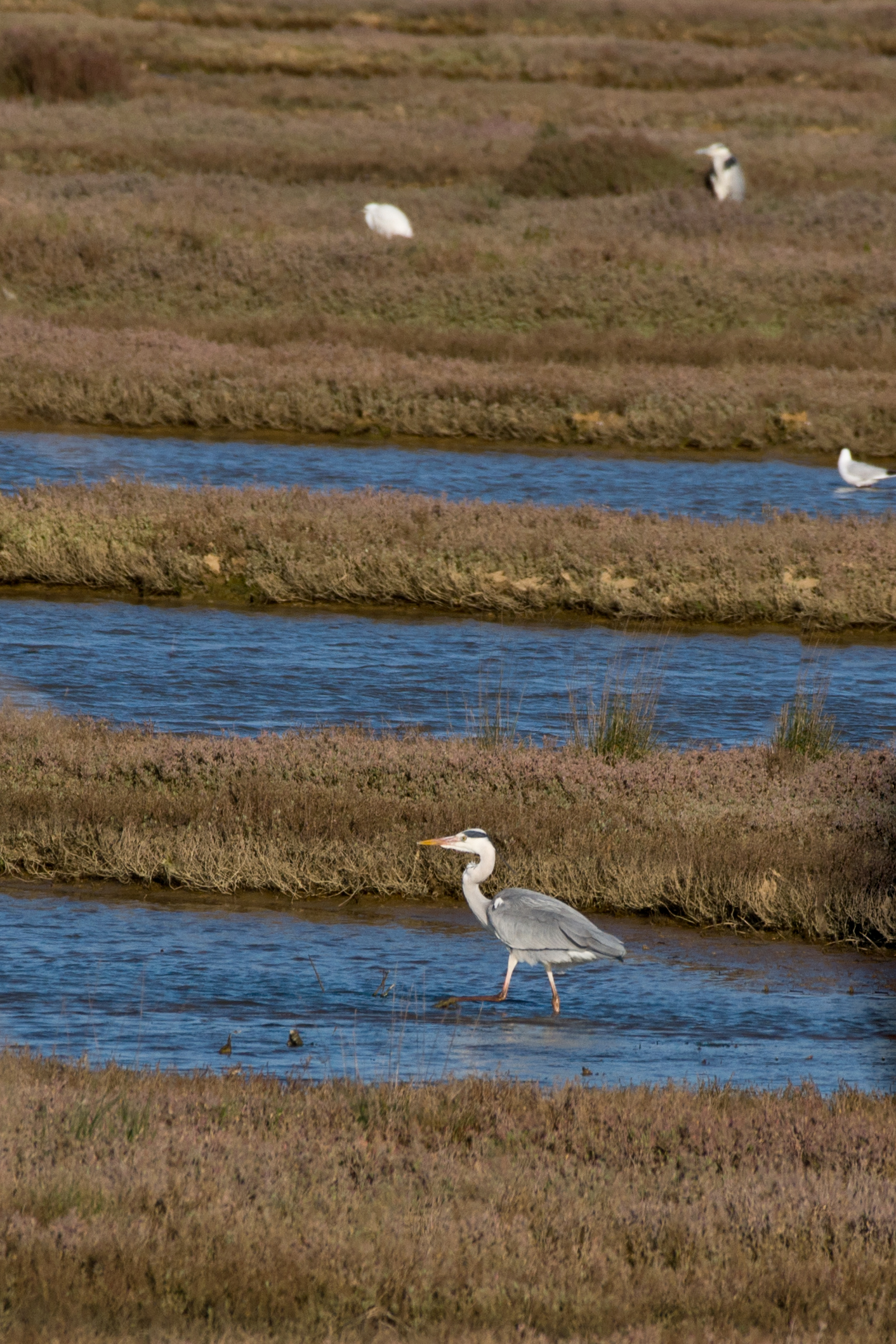
Airone cenerino
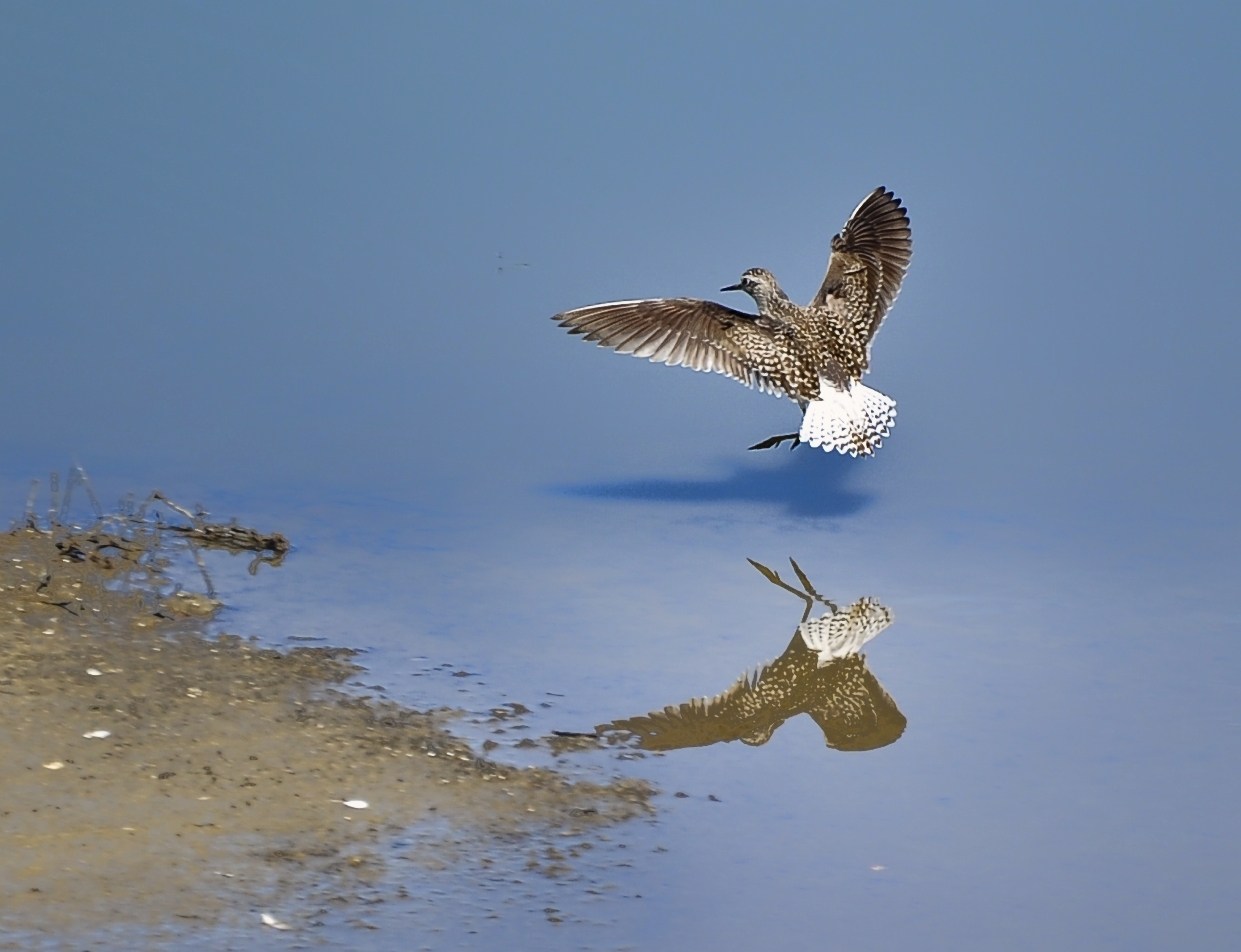

Tra i mammiferi si possono vedere la volpe, l'istrice, la donnola, il toporagno comune, il toporagno nano, il riccio; tra i rettili sono presenti la tartaruga palustre, la biscia dal collare, la luscengola, il biacco, il ramarro.
Gli anfibi presenti sono la raganella, il tritone crestato, il tritone punteggiato, il rospo comune, il rospo smeraldino; infine i pesci che vivono nell'oasi sono l'anguilla, il nono, la gambusia, la carpa, la spigola, il muggine dorato, il pesce ago.

## Flora
La salicornia e l'alimione sono presenti nella palude salmastra, mentre nella palude d'acqua dolce la vegetazione è composta da tife, giunchi acuti, canne di palude, carici, scirpi, orchidee palustri, dal ranuncolo acquatico e dalla tamerice.